# Ion Gheorghe Maurer
Ion Gheorghe Iosif Maurer (23 de setembre de 1902 - 8 de febrer de 2000) va ser un polític i advocat comunista romanès, i el 49è primer ministre de Romania. És el primer ministre que ha estat més temps al càrrec de la història de Romania (12 anys, 343 dies).

## Biografia
Maurer va néixer a Bucarest d'un pare alsacià d'ascendència alemanya i una mare romanesa d'origen petit-burgès. Va completar els estudis de dret i es va convertir en advocat, defensant als tribunals membres dels moviments il·legals d'esquerra i antifeixista. De tant en tant, com en el judici de Craiova de 1936 a activistes del Partit Comunista Romanès (PCR), com Ana Pauker, Alexandru Drăghici i Alexandru Moghioroș, va assistir a Lucrețiu Pătrășcanu).
Abans de 1937, va estar breument actiu al Partit dels Camperols Radicals, format per Grigore Iunian com a grup escissionat del Partit Nacional Camperol; però, aleshores ja era membre del Partit Comunista il·legal i actiu a la secció Agitprop.
El 1942-1943, durant la Segona Guerra Mundial va ser empresonat per la seva activitat política (en particular, al camp de Târgu Jiu), i, com a membre d'una agrupació paramilitar tenir un paper secundari en els fets del 23 d'agost de 1944 que va provocar la caiguda del règim de Ion Antonescu. Durant aquest temps, encara que present entre els pocs líders actius del partit al voltant del secretari general Ștefan Foriș, va convertir en un partidari de la facció de Gheorghe Gheorghiu-Dej (dominada per activistes empresonats). El 1944, va jugar una mà en la deposició de Foriș, ajudant Emil Bodnăraș i Gheorghiu-Dej.
Després de la guerra, Maurer es va convertir en membre del Comitè Central del Partit dels Treballadors de Romania (el nou nom del PCR després d'haver incorporat el Partit Socialdemòcrata) i va ocupar diversos càrrecs ministerials al nou govern comunista de Romania — inclòs el de subsecretari del Ministeri de Comunicacions i Obres Públiques sota Gheorghiu-Dej en el primer govern de Petru Groza. El 1946-1947, va ser membre de la delegació de Romania a la Conferència de Pau de París (encapçalada per Gheorghe Tătărescu) i va ser breument contractat per Ana Pauker al Ministeri d'Afers Exteriors, abans de ser acomiadat per tenir un nivell de convicció política insatisfactori. Va ser eliminat del primer pla durant la dècada següent, treballant per a l'Institut d'Investigació Jurídica.
Va donar suport a la política nacionalista de Gheorghiu-Dej, esdevenint finalment ministre d'Afers Exteriors de Romania el 1957 (en substitució de Grigore Preoteasa), ocupant el càrrec durant sis mesos i servint a les delegacions que establien contactes més estrets amb la República Popular de la Xina durant la divisió sino-soviètica i un distensió amb França el 1959.

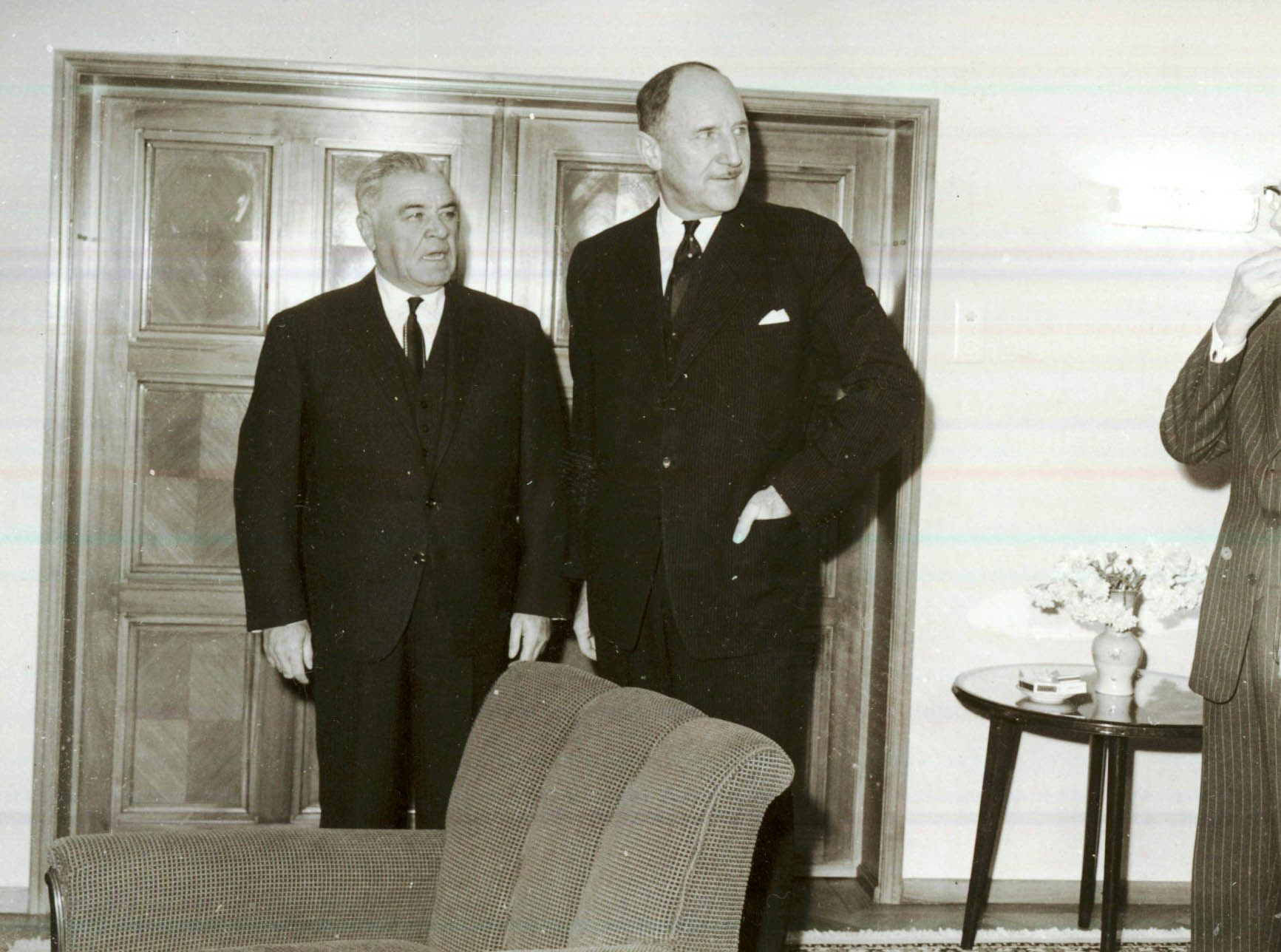
Ion Gheorghe Maurer i Joseph Luns el 1967

Considerat, segons les afirmacions del periodista dissident Victor Frunză, com el successor escollit de Gheorghiu-Dej, va ser cap d'estat (president del Presidium de la Gran Assemblea Nacional de Romania) des de 1958 fins a 1961. Va ocupar el seient anteriorment ocupat per Constantin Pîrvulescu al Politburó, i després va substituir Chivu Stoica com a primer ministre de Romania el 1961. En aquesta darrera qualitat, va rebre una carta de 1963 del filòsof i activista britànic Bertrand Russell, que va suplicar a les autoritats romaneses que alliberessin de la presó Belu Zilber (víctima del conflicte entre la direcció del partit i Pătrășcanu, Zilber havia estat un pres polític des de fa setze anys). Ion Gheorghe Maurer també va ser un dels tres presidents en funcions del Consell d'Estat de Romania (caps d'estat) entre el 19 i el 24 de març de 1965.
Al costat d'Emil Bodnăraș, Maurer va ser un membre important del Politburó en oposar-se a les ambicions de Gheorghe Apostol i, juntament amb Bodnăraș, va ajudar a l'establiment del règim de Nicolae Ceaușescu. Entre d'altres, Maurer va ajudar a silenciar l'oposició potencial de dins del Partit retirant el seu suport a Corneliu Mănescu i acollint les directrius de Ceaușescu, abans de ser ell mateix criticat i marginat (al mateix temps que el seu col·laborador Alexandru Bârlădeanu). Pensionat l'any 1974, encara va estar present al capdavant en la majoria de cerimònies del Partit.
Membre destacat de la nomenklatura durant gran part de la seva vida, va ser conegut pel seu conflicte latent amb una gran part de la jerarquia del PCR. Va acumular una riquesa considerable i era conegut pel seu estil de vida ostentós. El 1989, el suport anterior de Maurer a Ceaușescu va portar els membres marginats del PCR que planejaven manifestar la seva oposició al règim redactant l'anomenada Carta dels Sis (Gheorghe Apostol, Alexandru Bârlădeanu, Silviu Brucan, Constantin Pîrvulescu i Grigore Răceanu) no demanar la seva ajuda en el procés.
Mor a Bucarest una dècada després de la revolució romanesa de desembre de 1989, deixant un fill, Jean. Tenia 97 anys. Des del 13 de juliol de 1998, quan va morir l'antic primer ministre grec Konstantinos Kollias fins a la seva pròpia mort, Maurer va ser l'antic cap d'estat/cap de govern viu més antic del món.